# Richard Dahl

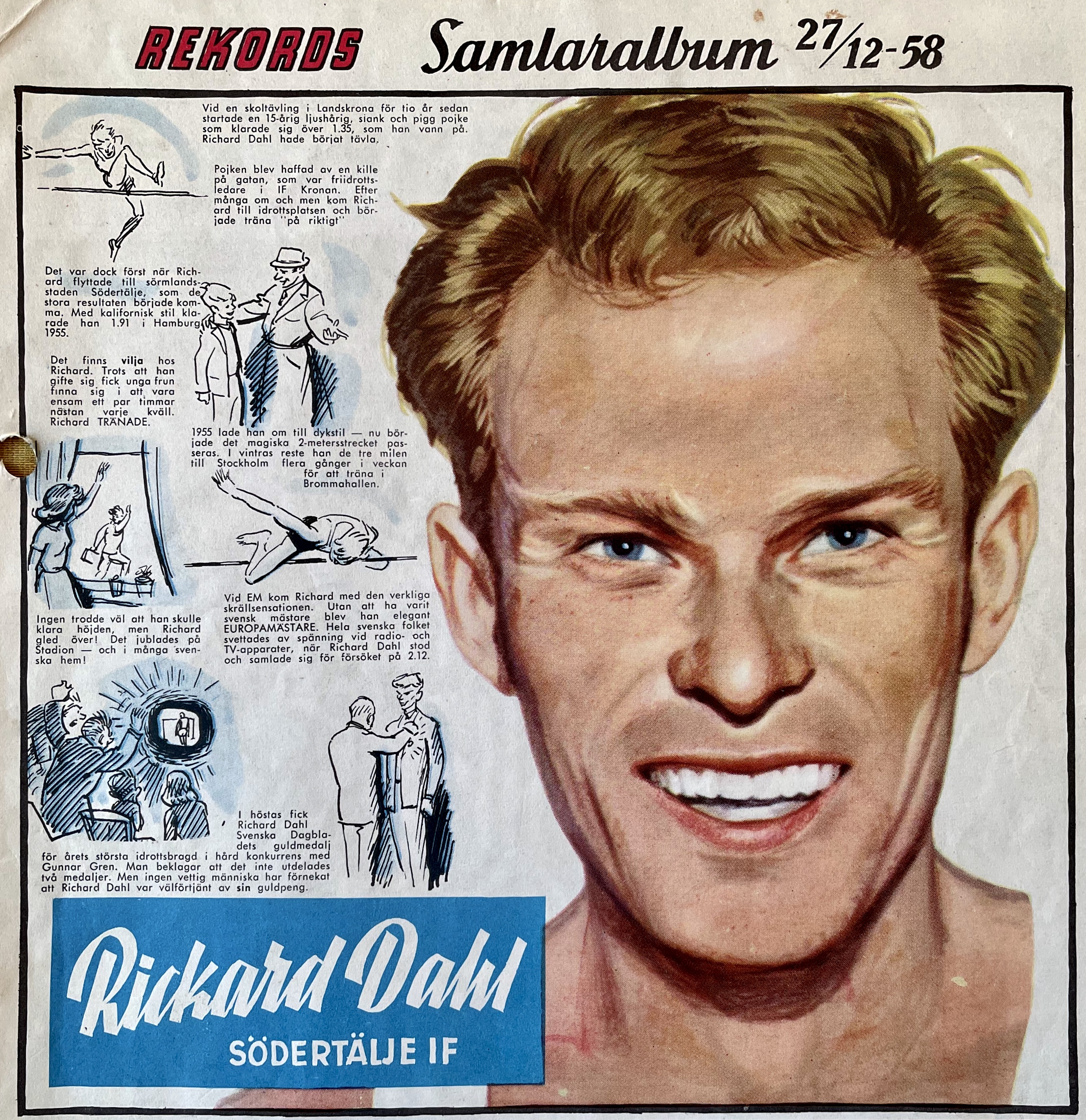
Richard Dahl – presentation 27 december 1958 i Rekord-Magasinet nummer 1-1959.

Richard Dahl, född 5 augusti 1933 i Landskrona, död 8 augusti 2007, var en svensk höjdhoppare som vann EM-guld 1958, och tilldelades Svenska Dagbladets guldmedalj samma år. Han utsågs 1959 till Stor grabb nummer 200 i friidrott.
Dahl hade före EM 1958 i Stockholm 2,08 m som sitt personbästa och det var därför en stor sensation när han i EM-finalen vann guldet samt slog sitt personliga rekord två gånger (2,10 och 2,12) samtidigt som han höjde det svenska rekordet i höjdhopp till 2,12 meter.
Dahl tävlade under karriären för IF Kronan, SoIK Hellas och Södertälje IF.
Efter sin höjdhopparkarriär arbetade Dahl som journalist. Han var först som sportchef på Länstidningen i Södertälje och hade sedan, fram till sin pensionering, samma post på Nordvästra Skånes Tidningar i Ängelholm.
Richard Dahl fick en minnessten år 2013 på Landskronas Walk of Fame, som då invigdes av Sveriges kung Carl XVI Gustaf.